# Nagota
Nagota (international: Nudity) ist ein usbekisch-französischer Dokumentarfilm von Sabina Bakaeva aus dem Jahr 2025.

## Inhalt
Regisseurin Sabina Bakaeva spricht mit ihrer Mutter Zamira Bakaeva über die Rolle der Frau in der usbekischen Gesellschaft. Dabei geht es um ungewollten Sex, Misogynie und Geschlechterasymmetrie.

## Produktion
Der Film entstand mit Unterstützung der Taschkent Film School und der französischen Filmschule Ateliers Varan.
Nagota ist der Debütfilm der usbekischen Regisseurin Bakaeva. Der Film feierte am 20. Februar auf der Berlinale 2025 in der Sektion Forum Special Premiere. Er wurde beschrieben als „leidenschaftliche Befragung der demokratiefeindlichen Gegenwart und Geschichte“ durch eine authentische junge Frau.